# Nopper
Nopper is de Nederlandse merknaam voor plastic constructiemateriaal dat als speelgoed voor kleine kinderen dient. 
Nopper bestaat uit gekleurde plastic delen die voorzien zijn van vele kleine uitstulpsels. Hierdoor kunnen de afzonderlijke delen eenvoudig aan elkaar bevestigd worden.
Het werd in 1969 uitgevonden door Denys Fisher en het merk is tegenwoordig eigendom van Hasbro. In het Engels staat dit speelgoed bekend onder de naam stickle bricks. Later verschenen de blokken onder de naam Fun Bricks. Gelijkaardig speelgoed is Clipo, of Magic brix (Magische blokken).

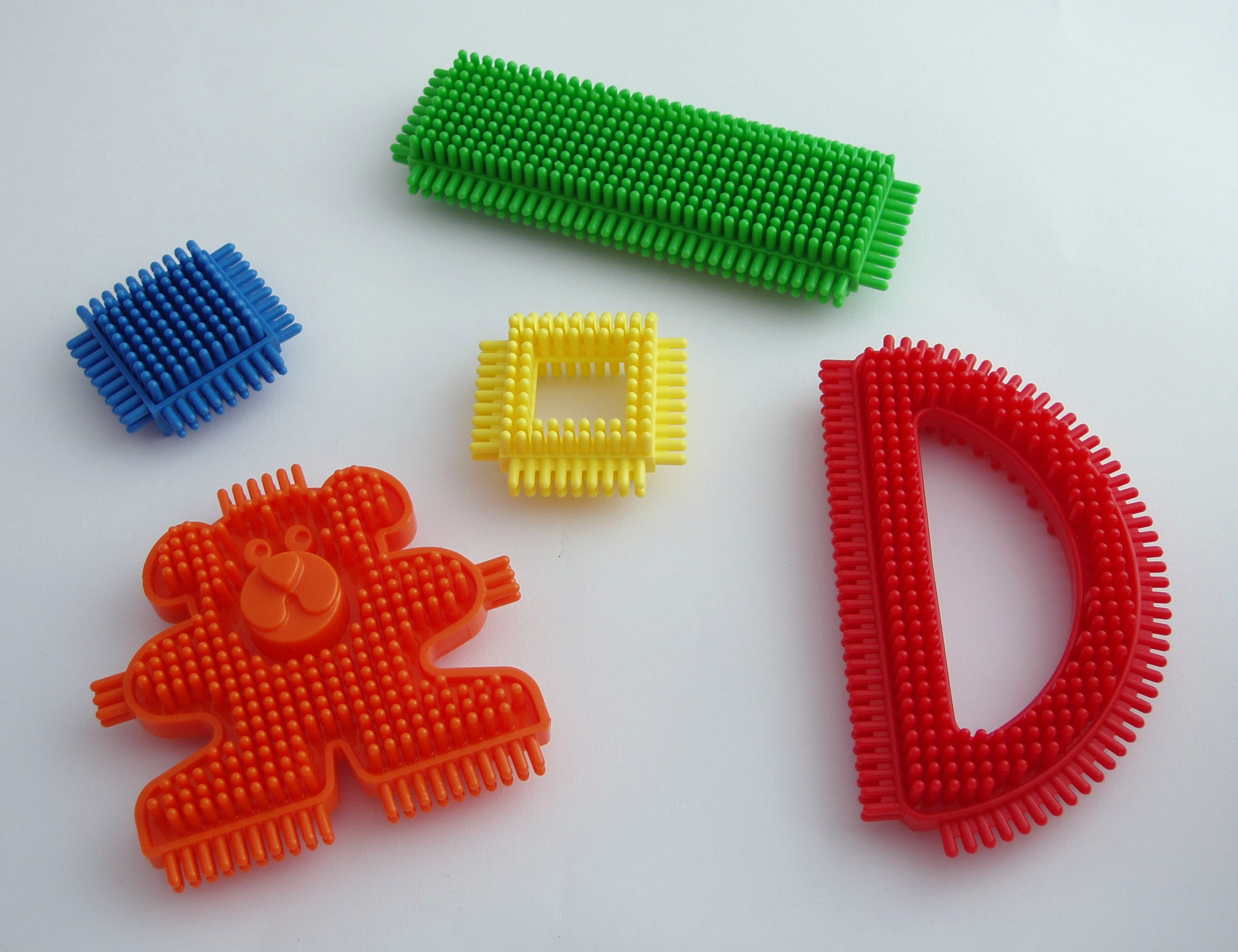
Losse delen Nopper
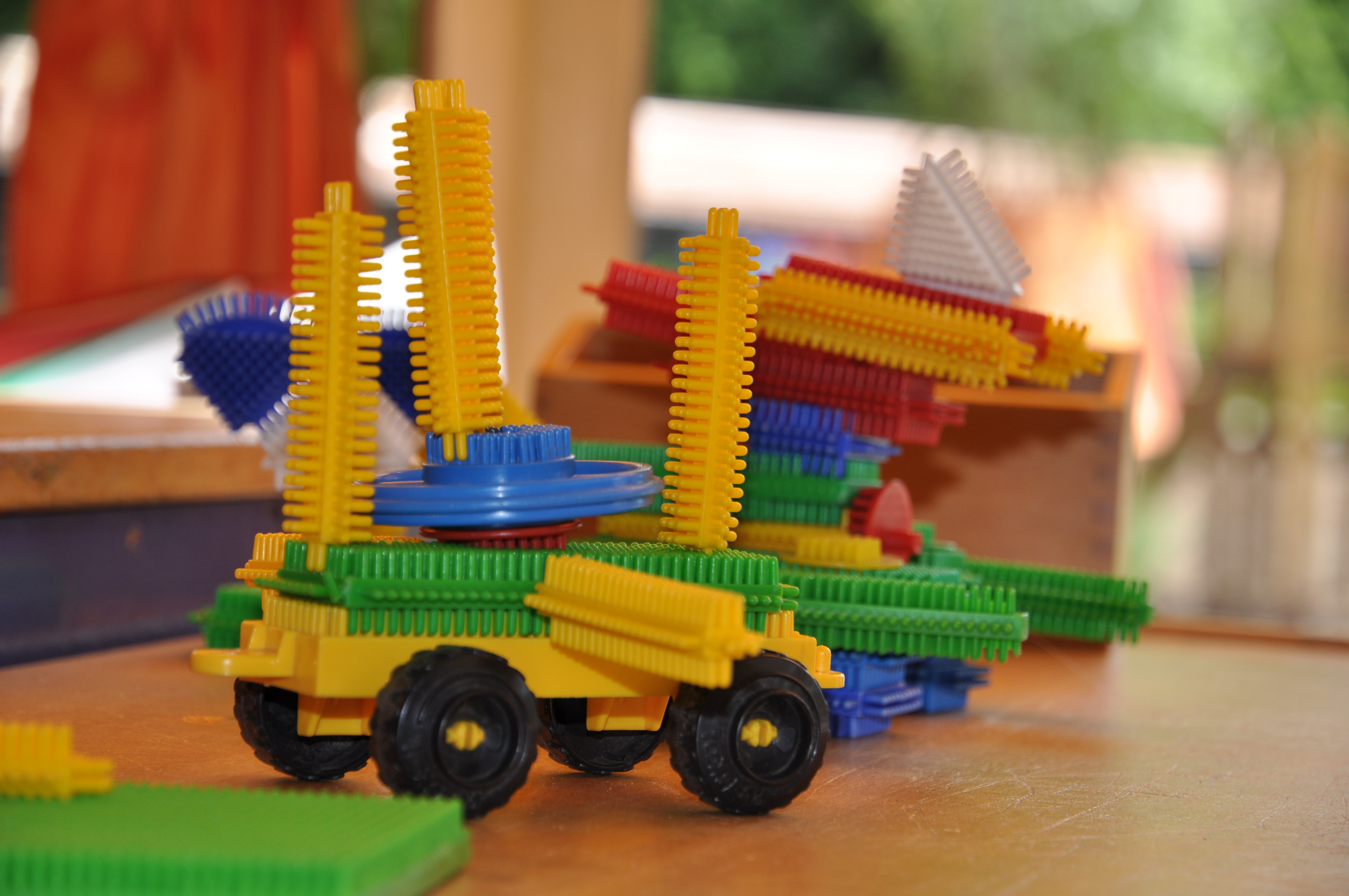
Een auto gemaakt van Nopperdelen
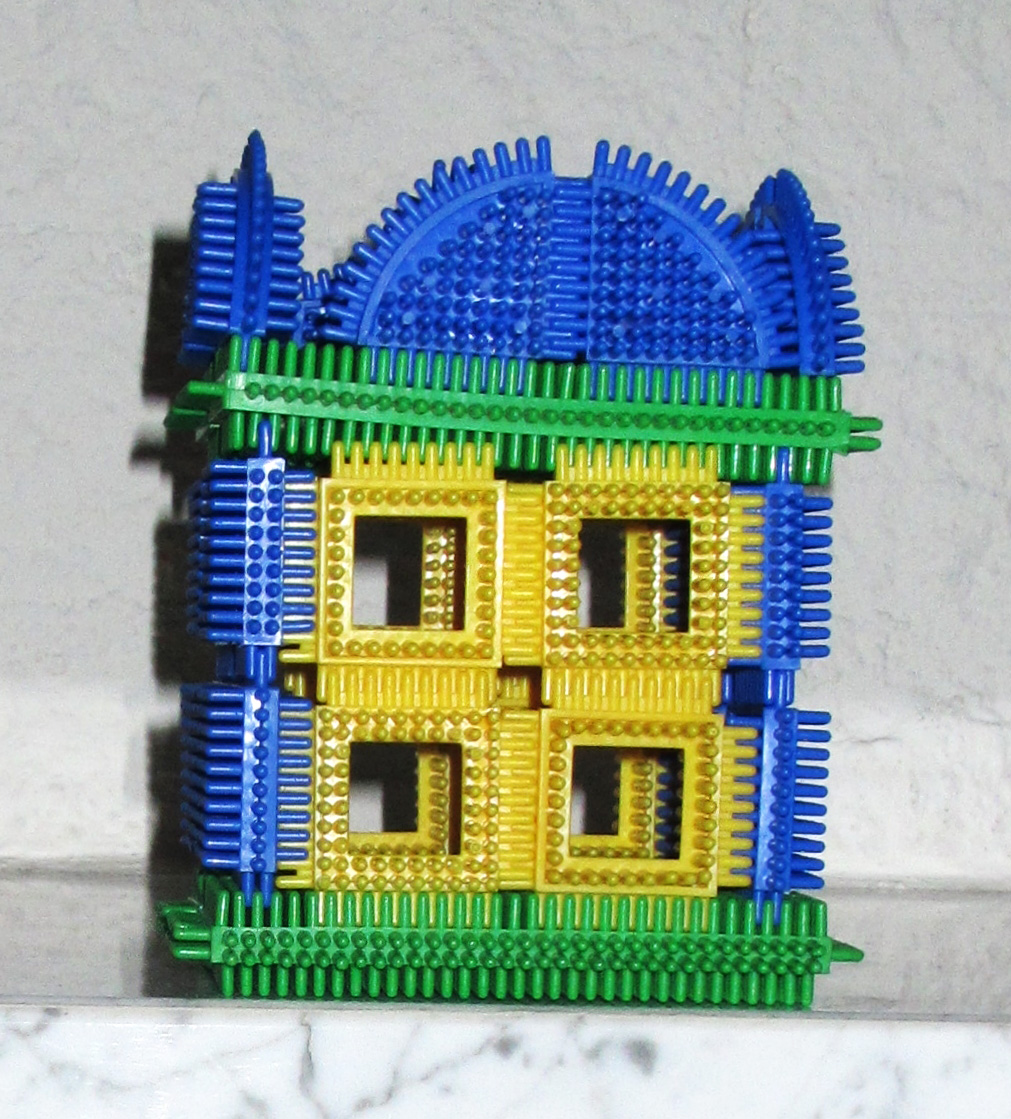
Een huisje gemaakt van Nopperdelen